# Liste der Monuments historiques in Lorey
Die Liste der Monuments historiques in Lorey führt die Monuments historiques in der französischen Gemeinde Lorey auf.

## Liste der Objekte
| Bezeichnung    | Beschreibung                           | Standort                       | Kennzeichnung | Schutzstatus | Datum | Bild |
| -------------- | -------------------------------------- | ------------------------------ | ------------- | ------------ | ----- | ---- |
| Kirchenfenster | neugefasste Fragmente, 16. Jahrhundert | in der Kirche Ste-Croix (Lage) | PM54000379    | Classé       | 1908  |      |